# 高須神社停留場
高須神社停留場（日语：／ Takasu-Jinsha teiryūjō */?）是一個位於日本大阪府堺市堺區北旅籠町東2丁，屬於阪堺電氣軌道阪堺線的停留場。車站編號為HN17。

### 車站構造
對向式月台2面2線的地面車站。

## 相鄰停留場
阪堺電氣軌道
■阪堺線
大和川（HN16）－高須神社（HN17）－綾之町（HN18）